# Eriopyga lycophotia
Eriopyga lycophotia är en fjärilsart som beskrevs av Jones 1914. Eriopyga lycophotia ingår i släktet Eriopyga och familjen nattflyn. Inga underarter finns listade i Catalogue of Life.